# Várady Miklós
Várady Miklós (Kecskemét, 1848 vagy 1849 – Kolozsvár, 1941. május 7.) színész, énekes (bariton); népszínművek főszereplője a műfaj fénykorában.

## Életútja
Színi pályafutását 1866. május 8-án kezdte Kolozsváron Follinus Jánosnál. Gyönyörű baritonja hamarosan feltűnt. 1876. szeptember 9-én fellépett a Népszínházban, 1877–78-ban Aradon játszott, majd Kolozsvárra hívták meg, ahol 1878. augusztus 10-én mutatkozott be a Pajkos diákokban. Ezt követően pályafutása végéig mindig Kolozsváron működött; az erdélyi némafilmgyártás hőskorában több filmben is játszott mellékszerepeket. Janovics Jenő előterjesztése alapján a kultuszminiszter a kolozsvári Nemzeti Színház örökös tagjává nevezte ki; az erről szóló okmányt 1908. szeptember 13-án ünnepi díszelőadás keretében adták át. 1921. október 5-én az Erdélyi és Bánáti Magyar Színész Egyesület örökös dísztagjává választotta.
Janovics Jenő szerint „művészi skálája nem volt széles és változatos. Csak a parasztlegényeket tudta játszani, de azt úgy, ahogy az ő korában senki más.” A Farkas utcai színház 1880-as bécsi vendégszereplésekor a társulat egyik legünnepeltebb tagja volt.
Neje: Könczöl Etel színésznő, akivel 1887. július 18-án lépett házasságra Kolozsváron.
Színes életrajzát Heltai Nándor írta meg a Színészek Lapja 1930. június 1-ei számában.
Élete végén szűkösen élt, de állandó szavajárása ez volt: Ember már jobban nem lehet! Kis kegydíjából az egyetemi diákok étkezését támogatta.
A házsongárdi temetőbe temették el; síremlékéről azonban Pásztor János ugyanabba a sírba temetésekor a család leverette a Várady nevet.

## Fontosabb szerepei
- Fleck (Suppé: Pajkos diákok)
- Gaston (Verdi: A trubadúr)
- Bobéche király (Offenbach: A kékszakállú herceg)
- Csillag Pál (Csepreghy: Piros bugyelláris)
- Baczur Gazsi (Gaál József: Peleskei nótárius)
- Csorba Laci (Csepreghy: Sárga csikó)
- Henry márki (Planquette: A corneville-i harangok)
- Pietro herceg (Suppé: Boccaccio)
- Liliomfi
- Szökött katona
- Vén bakancsos
- Parlagi Jancsi
- Andris (Szigligeti: Csikós)
- Göndör Sándor (Tóth Ede: A falu rossza)
- Bobéche király (Offenbach: A kékszakállú herceg)
- Hanek Vilmos (Lehár: Drótostót)
- Capulet (Shakespeare: Rómeó és Júlia)

## Filmográfia
- Havasi Magdolna (1915), r. Garas Márton
- Vergődő szívek (1915–1916), r. Janovics Jenő
- Baccarat (1917), r. Janovics Jenő
- A névtelen asszony (1917), r. Janovics Jenő
- A szerzetes (1917), r. Janovics Jenő
- Hotel Imperial (1917), r. Janovics Jenő
- Vasgyáros (1917), r. Janovics Jenő
- A kancsuka hazájában (1918), r. Fekete Mihály